# Pazo de Meirás

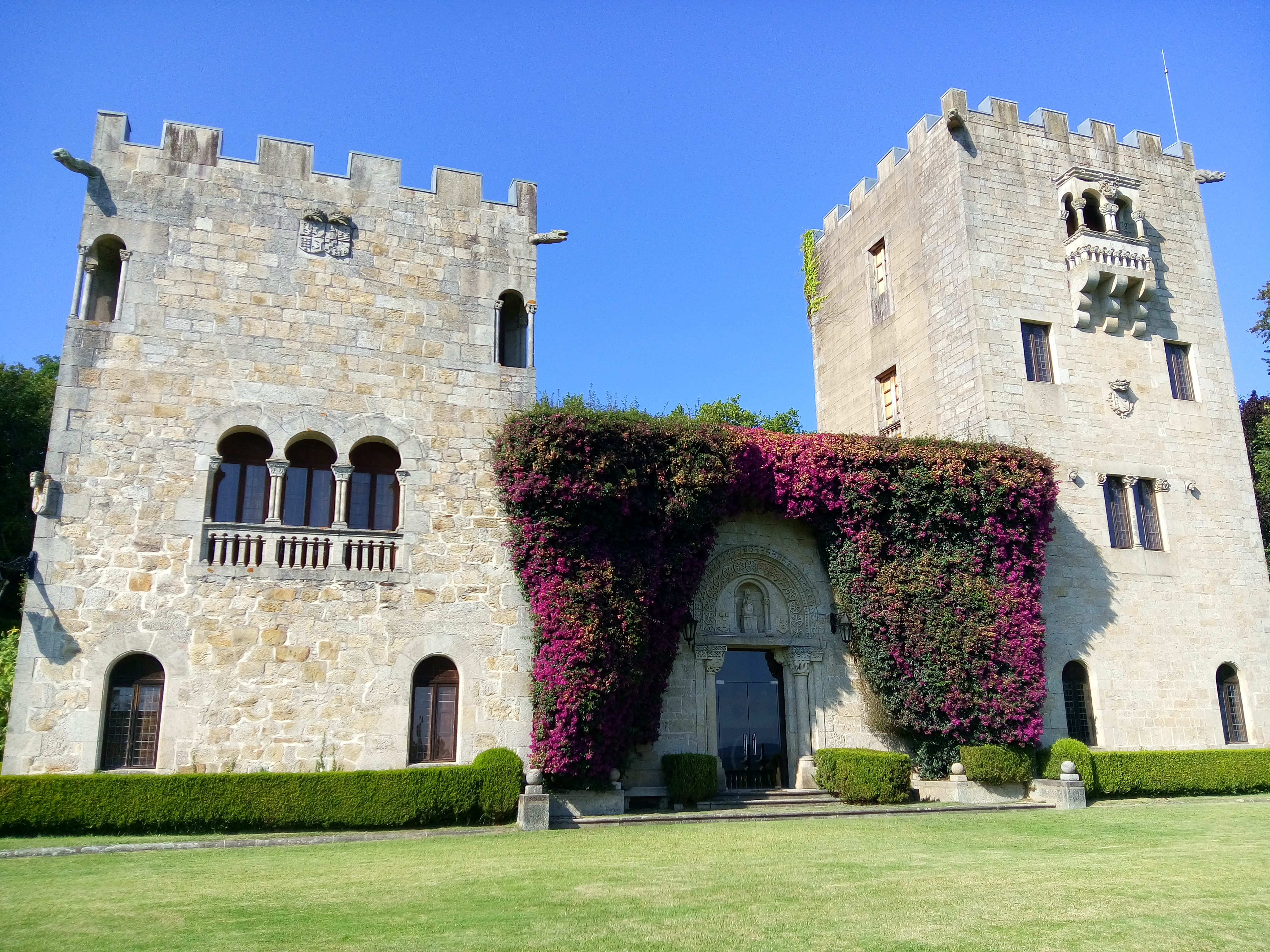
Pazo de Meirás

Pazo de Meirás là một pazo (nhà của lãnh chúa) ở Sada, A Coruña (tỉnh), Galicia (Tây Ban Nha), Tây Ban Nha. Nó được xây vào thế kỷ 19.